# Allison Hayes
Allison Hayes, nata Mary Jane Hayes, (Charleston, 6 marzo 1930 – San Diego, 27 febbraio 1977) è stata un'attrice e modella statunitense.

## Biografia

### Primi anni
Allison Hayes nacque il 6 marzo 1930 a Charleston, da William E. Hayes e Charlotte Gibson Hayes. Frequentò la classe del 1948 alla Calvin Coolidge High School. Vincitrice del titolo di Miss District of Columbia, rappresentò il Distretto di Columbia nel concorso di Miss America del 1949. Sebbene non avesse vinto il concorso, ottenne la possibilità di lavorare nella televisione locale prima di trasferirsi a Hollywood nel 1954 per lavorare per la Universal Pictures.

### Carriera
Fece il suo debutto cinematografico non accreditata nel film Girls in the Night (1953). Ottenne un ruolo importante nel film Il re dei barbari (1954), accanto a Jack Palance, interpretando una sirena che alla fine lo uccide. Negli anni successivi interpretò alcuni ruoli minori. Inizialmente scelta per recitare in Orgoglio di razza (1955), venne in seguito rimossa dal film durante una causa intentata contro la Universal Pictures per le lesioni che aveva subito durante le riprese de Il re dei barbari. Rescisso il contratto con la Universal, firmò nel 1955 un contratto con la Columbia Pictures.
In Il sindacato di Chicago (1955), il suo primo film per la Columbia, interpretò Joyce Kern - alias Sue Morton - che cerca vendetta per la morte di suo padre per mano del gangster locale Arnie Valent. In quello stesso anno recitò in Conta fino a 3 e prega!, al fianco di Van Heflin, Raymond Burr e Joanne Woodward. In seguito la Hayes descrisse questo suo ruolo come il migliore della sua carriera.
Nel 1956 recitò in diversi film tra cui Giungla d'acciaio, La principessa dei Moak e Il mercenario della morte. Durante le riprese di quest'ultimo l'attrice cadde da cavallo, fratturandosi un braccio. Dopo essersi ripresa, iniziò a recitare in ruoli secondari in alcune produzioni televisive.

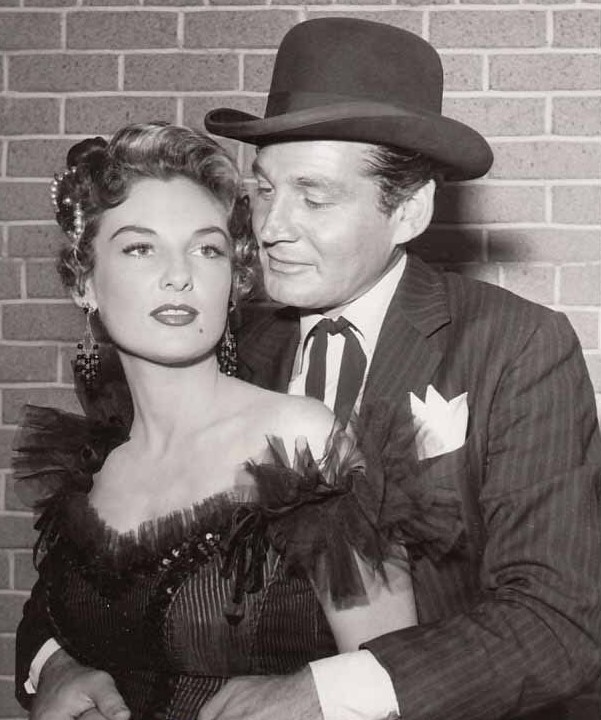
Hayes con Gene Barry in Bat Masterson (1958)

Nel 1958 apparve in diversi film di serie B, tra cui Wolf Dog e Attack of the 50 Foot Woman. In questo film recitò con Yvette Vickers e William Hudson, ed è probabilmente il suo ruolo più noto. Con la sua trama di fantascienza e il budget ridotto, la pellicola raggiunse la popolarità grazie ad alcuni cinefili, e negli anni successivi è divenuto un film di culto.
Per il piccolo schermo, tra le altre, recitò nella serie western Bat Masterson con Gene Barry e nella serie poliziesca Perry Mason accanto a Raymond Burr. Tra il 1963 e il 1964 ottenne un ruolo nella soap opera General Hospital, ma a quel punto la sua carriera cinematografica era praticamente finita.
Con il declino della sua carriera, l'attrice iniziò a soffrire di gravi problemi di salute. Non essendo più in grado di camminare senza un bastone, fu sempre più difficile per lei assicurarsi nuovi ruoli cinematografici o televisivi. Il suo ultimo ruolo fu nel 1967 nella serie televisiva Gomer Pyle, U.S.M.C..

### Ultimi anni e morte
La Hayes dichiarò in seguito che la malattia l'aveva indotta a contemplare il suicidio e che i suoi sintomi non erano stati presi sul serio dai medici. Leggendo un libro di medicina sull'avvelenamento da metalli degli operai di fabbrica, l'attrice riconobbe i sintomi descritti come simili ai suoi. Iniziò a mettere in discussione gli ingredienti di un integratore di calcio che stava assumendo da molto tempo e, quando incaricò un tossicologo per testare un campione del prodotto, questi stabilì che l'integratore aveva un contenuto estremamente elevato di piombo, concludendo che quelli della Hayes era molto probabilmente effetti da avvelenamento da piombo. La Hayes lanciò una campagna per far vietare alla FDA l'importazione o la vendita dell'integratore alimentare.
Ormai invalida, si trasferì a San Clemente, in California, e la sua salute continuò a peggiorare. Nel 1976 le fu diagnosticata la leucemia e fu curata regolarmente a La Jolla, in California. Mentre si trovava in ospedale per ricevere una trasfusione di sangue, le sue condizioni peggiorarono inaspettatamente e rapidamente. Trasferita il 26 febbraio 1977 all'University of California Medical Center di San Diego, l'attrice vi morì il giorno seguente, all'età di 46 anni. Venne sepolta accanto a suo padre al Holy Cross Cemetery di Culver City, California. Sua madre Charlotte morì otto mesi dopo e fu sepolta in una vicina tomba anonima.
In una lettera arrivata dopo la sua morte, la FDA informava l'attrice che erano in corso modifiche alle leggi che regolavano l'importazione di integratori alimentari e questo in gran parte a causa della sua situazione.

## Filmografia

### Cinema
- Girls in the Night, regia di Jack Arnold (1953) Non accreditata
- Francis Joins the WACS, regia di Arthur Lubin (1954)
- Tre americani a Parigi (So This Is Paris), regia di Richard Quine (1954)
- Il re dei barbari (Sign of the Pagan), regia di Douglas Sirk (1954)
- Il figliuol prodigo (The Prodigal), regia di Richard Thorpe (1955) Non accreditata
- La maschera di porpora (The Purple Mask), regia di H. Bruce Humberstone (1955)
- Detective G. sezione criminale (Double Jeopardy), regia di R.G. Springsteen (1955)
- Il sindacato di Chicago (Chicago Syndicate), regia di Fred F. Sears (1955)
- Conta fino a 3 e prega! (Count Three and Pray), regia di George Sherman (1955)
- Giungla d'acciaio (The Steel Jungle), regia di Walter Doniger (1956)
- La principessa dei Moak (Mohawk), regia di Kurt Neumann (1956)
- Il mercenario della morte (Gunslinger), regia di Roger Corman (1956)
- La sopravvissuta (The Undead), regia di Roger Corman (1957)
- Il segreto di Mora Tau (Zombies of Mora Tau), regia di Edward L. Cahn (1957)
- La casa dei mostri (The Unearthly), regia di Boris Petroff (1957)
- The Disembodied, regia di Walter Grauman (1957)
- Attack of the 50 Foot Woman, regia di Nathan Juran (1958)
- Wolf Dog, regia di Sam Newfield (1958)
- Cento colpi di pistola (A Lust to Kill), regia di Oliver Drake (1958)
- Giungla di spie (Hong Kong Confidential), regia di Edward L. Cahn (1958)
- Counterplot, regia di Kurt Neumann (1959)
- Agente federale (Pier 5, Havana), regia di Edward L. Cahn (1959)
- L'occhio ipnotico (The Hypnotic Eye), regia di George Blair (1960)
- The High Powered Rifle, regia di Maury Dexter (1960)
- La mano strisciante (The Crawling Hand), regia di Herbert L. Strock (1963)
- Le 5 mogli dello scapolo (Who's Been Sleeping in My Bed?), regia di Daniel Mann (1963)
- Per un pugno di donne (Tickle Me), regia di Norman Taurog (1965)

### Televisione
- Four Star Playhouse – serie TV, 1 episodio (1955)
- Warner Brothers Presents – serie TV, 1 episodio (1956)
- The Ford Television Theatre – serie TV, 1 episodio (1957)
- Death Valley Days – serie TV, 1 episodio (1957)
- Conflict – serie TV, 1 episodio (1957)
- The Millionaire – serie TV, 1 episodio (1957)
- The Web – serie TV, 1 episodio (1957)
- Mike Hammer – serie TV, 1 episodio (1958)
- Cool and Lam, regia di Jacques Tourneur – film TV (1958)
- The Rough Riders – serie TV, episodio 1x15 (1959)
- Captain David Grief – serie TV, 1 episodio (1959)
- World of Giants – serie TV, 1 episodio (1959)
- Gli uomini della prateria (Rawhide) - serie TV, episodio 2x06 (1959)
- Markham – serie TV, 2 episodi (1959)
- The Alaskans – serie TV, episodio 1x05 (1959)
- Richard Diamond (Richard Diamond, Private Detective) – serie TV, 1 episodio (1960)
- Men Into Space – serie TV, episodio 1x20 (1960)
- Tombstone Territory – serie TV, 4 episodi (1957-1960)
- Tales of Wells Fargo – serie TV, 1 episodio (1960)
- Gli intoccabili (The Untouchables) – serie TV, 1 episodio (1960)
- Bat Masterson – serie TV, 7 episodi (1958-1960)
- Michael Shayne - serie TV episodio 1x05 (1960)
- Ispettore Dante (Dante) – serie TV, episodio 1x06 (1960)
- Shotgun Slade – serie TV, 2 episodi (1959-1960)
- Acapulco – serie TV, 1 episodio (1961)
- The Case of the Dangerous Robin – serie TV, 1 episodio (1961)
- I racconti del West (Zane Grey Theatre) – serie TV, 1 episodio (1961)
- Laramie – serie TV, 1 episodio (1961)
- Surfside 6 – serie TV, episodio 2x12 (1961)
- Hawaiian Eye – serie TV, episodio 3x17 (1962)
- Bachelor Father – serie TV, 1 episodio (1962)
- Indirizzo permanente (77 Sunset Strip) – serie TV, episodio 4x23 (1962)
- Kraft Mystery Theater – serie TV, 1 episodio (1962)
- Ripcord – serie TV, episodio 1x38 (1962)
- General Hospital – soap opera (1963-1964)
- Perry Mason – serie TV, 5 episodi (1960-1965)
- F.B.I. (The F.B.I.) – serie TV, 1 episodio (1966)
- Iron Horse – serie TV, episodio 1x28 (1967)
- Gomer Pyle, U.S.M.C. – serie TV, 2 episodi (1967)